# 魔域女巫
《魔域女巫》（英語：In the Lost Lands）是一部2025年美國、德國及波蘭合拍的史詩奇幻片，由保羅·W·S·安德森執導，康斯坦丁·維爾納根據與安德森創作的故事編寫劇本。電影改編自喬治·R·R·馬丁的同名短篇小說，由戴夫·巴帝斯塔與蜜拉·喬娃維琪領銜主演，他們分別扮演女巫及獵人，前往危險之地為女王尋找一件神器。
《魔域女巫》2025年2月27日最先在澳大利亞上映，2025年3月7日在美國上映，由垂直公司發行於北美和波蘭，康斯坦丁·維爾萊電影公司（Constantin Film Verleih）負責在德國的發行。

## 剧情
一个名叫博伊斯（Boyce）的男人，直接跟观众挑明，警告说他们接下来要看到的故事可不是什么美好的童话。地球已经变成了一片蛮荒、反乌托邦式的废土，人称“失落之地”（Lost Lands）。在这个由“霸主”（Overlord）统治的社会里，秩序靠“教会”（Church）强行维持。一个叫灰艾利斯（Gray Alys）的女巫，正被“执法者”（The Enforcer）及其教会手下奉命处以绞刑。灰艾利斯施展法术，骗了个男人帮她逃跑，结果执法者反手就把那男的给宰了。随后，一个女人（似乎是执法者或其手下）带着一帮手下，开始追捕逃脱的女巫。
博伊斯独自一人，在失落之地毫发无伤。他穿过一条隧道，预感会有埋伏。他先是用一条双头蛇当武器解决了一部分敌人，然后开枪干掉了剩下的，继续前进。与此同时，灰艾利斯找到了一个名叫伊芙琳·霍尔（Eveline Hall）的盲眼女巫那里寻求庇护。之后，女王（霸主的妻子蕾妮拉 Rhaenyra）和“守望者”（Overwatch）的首领杰莱斯（Jerais）找上门来。女王蕾妮拉寻求灰艾利斯的帮助，并搬出了一个旧协定，据此艾利斯无法拒绝她的要求。女王要求在下周满月之前，必须搞到一个狼人。灰艾利斯的任务就是去猎杀这样一头野兽，好让女王能窃取它的力量。杰莱斯却暗中搞破坏，想让女王的计划失败，他认为这最终才对女王最有利。灰艾利斯运用她的力量，通过侵入变形怪（shapeshifter）的心智来寻找目标。
原来女王痛恨那个病恹恹、濒临死亡的霸主。灰艾利斯去一家酒馆找到了她的旧情人博伊斯，想拉他入伙一起寻找那个变形怪。目标生物名叫萨多尔（Sardor），意思是“灰狼”。另一方面，执法者正与“教主”（The Patriarch）勾结。教主表面上还在为霸主效力，私下里却密谋推翻霸主和女王。教主命令执法者及其手下的侍僧（acolytes）去抓捕灰艾利斯，要先榨取口供，然后再处决她。
灰艾利斯和博伊斯开始了他们深入失落之地的旅程。途中，博伊斯一行人遇到了他的老朋友罗斯（Ross）和玛拉（Mara）。博伊斯和玛拉发生了性关系，之后他继续与灰艾利斯同行。不久，执法者抓住了罗斯和玛拉，对他们严刑拷打，逼问灰艾利斯和博伊斯的下落以及他们要去骷髅河（Skull River）的计划。最终，执法者的人杀害了罗斯，绑架了玛拉。
博伊斯和灰艾利斯（大概率是她）去寻找一个叫赛勒斯（Cyrus）的人，却发现他已经被教会吊死了。随后，他们找到了执法者和她的那帮爪牙，但对方用某种方式护住了眼睛，让灰艾利斯的能力失效。为了进一步折磨博伊斯，执法者当着他的面杀了玛拉。博伊斯和灰艾利斯遭到围攻，双方爆发枪战，一路追逃到了一处空中缆车系统。激战中，大部分爪牙被扔下缆车摔死。执法者下令砍断缆绳，但灰艾利斯在千钧一发之际救下了差点坠落的博伊斯。执法者开枪击中了博伊斯，但灰艾利斯借助一个狙击镜施展她的力量，不仅救了博伊斯，两人还成功逃脱。
旅途中，灰艾利斯和博伊斯遭遇了一群树形怪物。他们点起一圈火焰保护自己，但也因此被困住。这时，一个认识灰艾利斯的怪物首领出现了，它对艾利斯的归来表示不满。艾利斯施展幻术，让怪物们误以为自己身上着了火，暂时解了围。事后，她警告博伊斯，自己是个危险且不值得信任的人。
女王动手杀死了霸主，同时透露自己怀了博伊斯的孩子。教主公开宣布了霸主的死讯，暗地里却继续执行刺杀女王的阴谋。与此同时，执法者带着她的爪牙在一列火车上袭击灰艾利斯。艾利斯逃出隧道，奔向高悬空中的断裂铁轨尽头。最终，灰艾利斯活了下来（被博伊斯所救），但执法者和她的手下都在火车的坠毁和爆炸中丧命。另一边，杰莱斯为了保护女王而干掉了教主，随后便与女王勾搭上了。
满月之夜，灰艾利斯和博伊斯终于抵达了骷髅河。这时真相大白：博伊斯原来就是那个变形怪，一直在冒充所谓的“萨多尔”。在月光下，博伊斯变成了狼人形态。灰艾利斯用特制的银爪与其搏斗，最终将其制服，使他失去了反抗能力。博伊斯变回人形后，灰艾利斯坦白，她早就知道他是变形怪，并且一路上已经用银器（或银毒）削弱了他。随后，灰艾利斯在月光下对博伊斯痛下杀手，剥下了他的皮，并将尸骨掩埋。
灰艾利斯把博伊斯的毛皮带给了女王。杰莱斯指责艾利斯任务失败，女王却反驳说，艾利斯恰恰给了她（女王）真正想要的东西。这时女王才发现博伊斯原来是变形怪。她对杰莱斯早就知情却隐瞒自己感到震怒，于是杀死了他。随着霸主死亡和教会垮台，失落之地陷入了全面叛乱。女王仓皇逃离。与此同时，博伊斯的毛皮在阳光下自燃，而他被埋葬的坟墓也开始震动。死而复生的博伊斯找上了灰艾利斯，一心要杀了她。但艾利斯似乎早就预料到他会复活，就像她坚信叛乱必将到来一样。最终，为了在混乱的失落之地生存下去，博伊斯和灰艾利斯不得不再次联手，一起狩猎。

## 演員
- 戴夫·巴帝斯塔飾演波伊斯
- 蜜拉·喬娃維琪飾演姬·艾莉絲
- 雅怡·喬維亞（英语：Arly Jover）飾演艾許（Ash）
- 阿瑪拉·歐克瑞克（英语：Amara Okereke）飾演米朗琪（Melange）
- 福瑞澤·詹姆斯（Fraser James）飾演約翰宗主教（Patriarch Johan）
- 西蒙·洛夫（Simon Lööf）飾演傑拉斯
- 迪爾德麗·穆林斯（英语：Deirdre Mullins）飾演瑪拉
- 賽巴斯汀·斯坦基耶維茨（Sebastian Stankiewicz）飾演羅斯
- 亞采克·齊謝維奇（Jacek Dzisiewicz）飾演霸主
- 伊恩·漢莫爾（英语：Ian Hanmore）飾演陌生人
- 凱歐琳·斯普林格爾（英语：Caoilinn Springall）飾演小女孩

## 製作
2015年2月，康斯坦丁·維爾納宣布購買了喬治·R·R·馬丁三部短篇小說的版權：〈拉倫·多爾的孤獨之歌〉、〈在失落之地〉及〈苦澀之花〉。維爾納計劃將這三則故事改編成一部電影，由蜜拉·喬娃維琪飾演姬·艾莉絲，賈斯汀·查特溫飾演波伊斯。此版本的電影從未實現，項目的開發陷入了困境。〈在失落之地〉電影計畫重啟於2021年，由喬娃維琪之夫保羅·W·S·安德森擔任導演，夫妻倆已多次合作。戴夫·巴帝斯塔取代查特溫飾演波伊斯，維爾納擔任聯合編劇兼監製，片名即《魔域女巫》（In the Lost Lands）。據維爾納透露，本片原計劃2021年底或2022年初開拍，但被延期到2022年底。安德森在2022年8月拍攝前的採訪中，將本片描述為「西部片」：
《魔域女巫》從本質上講，具有人們與西部片相關的所有聯想，整體而言是部西部片。本片的背景設定在後末日的土地上，雖然表面上不算，但本質上來說絕對可謂西部片。電影涉及很多西部形象、敘事及意象，我很高興能拍出這樣的片子。
電影2022年11月14日在波蘭的阿爾維尼亞製片室展開主要拍攝。2023年2月在波蘭的拍攝完成後，全片宣告殺青，隨即投入後製階段，拍攝作業歷時46天。本片的視覺效果由赫恩山傳媒（Herne Hill Media）提供，該公司之前曾參與製作安德森的《惡靈古堡》電影和《魔物獵人》（2020年）。

## 發行
2024年9月，垂直獲得了《魔域女巫》的美國發行權。2024年11月，馬丁透露電影的美國上映日期為2025年2月28日。美國上映日之後改為2025年3月7日。
本片在德國的上映日期最初定檔2024年9月26日，後來被康斯坦丁影業的《大都會》所取代。

## 外部連結
- 互联网电影数据库（IMDb）上《魔域女巫》的资料（英文）